# Твердохлебов, Андрей Николаевич
Андрей Николаевич Твердохлебов (30 сентября 1940, Москва, СССР — 3 декабря 2011, США) — физик, советский правозащитник и диссидент, политзаключённый.

## Биография
Отец — Николай Евгеньевич Твердохлебов (1909—1970), советский партийный деятель. Мать — Сара Юльевна Твердохлебова (урожд. Левина; в первом браке — Закс; род. в 1909). В семье было трое детей: Юлия Борисовна Закс (1937—2014) (дочь от первого брака Сары Юрьевны), кандидат химических наук, правозащитник, а также брат Андрея Николаевича.
Окончил радиофизический факультет Московского физико-технического института (МФТИ), учился в аспирантуре МФТИ. Опубликовал ряд статей по ядерной физике. В 1968—1972 гг. — научный сотрудник реферативного журнала «Физика», издававшегося Всесоюзным научно-исследовательским институтом научной и технической информации (ВИНИТИ); уволен в феврале 1972 года за правозащитную деятельность. В 1972—1975 гг. работал старшим инженером научно-исследовательской лаборатории при Главмосстрое.
Участник петиционных кампаний — в частности, в защиту преследуемых по политическим мотивам Револьта Пименова и Бориса Вайля, Эдуарда Кузнецова, Виктора Некипелова, Леонида Плюща, Владимира Буковского, Владимира Осипова и других.
В июне 1971 года А. Н. Твердохлебов направил в Советский Красный Крест заявление с предложением создать благотворительную комиссию (по образцу Политического Красного Креста, действовавшего в 1920—1930-е под председательством Е. П. Пешковой) для оказания помощи семьям политических заключённых.
Один из учредителей Комитета прав человека в СССР (1970—1972). Один из основателей «Группы-73» — правозащитной организации, помогавшей политзаключённым и преследуемым по политическим мотивам (с 1973 года). В первом выпуске было помещено заявление Твердохлебова «Об опеке узников совести», адресованное Международному Красному Кресту.
Один из инициаторов создания и секретарь советской секции Amnesty International (1973—1975, 1978—1979 гг.).
Летом 1974 года составил сборник «О содержании заключенных», куда вошли письма политзаключённых из мест лишения свободы, статьи о следственном изоляторе КГБ (Лефортово), о колониях строгого режима и Владимирской тюрьме.
В 1974 году издательство «Хроника» (Khronika Press, Нью-Йорк) выпустило сборник «Андрей Твердохлебов — в защиту прав человека». В него вошли некоторые выступления А. Твердохлебова в связи преследованиями властей по идеологическим мотивам, материалы, связанные с его деятельностью в московском комитете прав человека, документы о деятельности «Группы-73» и составленные Твердохлебовым практические рекомендации «Об опеке узников совести».
В апреле 1974, в связи с политическим судом над Габриэлем Суперфином, подписал в его защиту «Заявление 44-х».

С 1973 года в квартире А. Н. Твердохлебова неоднократно проводились обыски, а с конца 1974 обыски и допросы стали постоянными — по нескольку раз в месяц. В феврале 1975 года Твердохлебов выпустил в самиздате статью «Два обыска и четыре допроса». 
Записка Ю. В. Андропова и Р. А. Руденко в ЦК КПСС от 12 апреля 1975 года «О привлечении к уголовной ответственности Твердохлебова А. Н.»
«Комитет государственной безопасности при Совете Министров СССР располагает материалами, свидетельствующими о преступной деятельности Твердохлебова А. Н., 1940 года рождения, русского, беспартийного, старшего инженера научно-исследовательской лаборатории Главного управления промышленности строительных материалов и стройдеталей при Мосгорисполкоме.
Твердохлебов является инспиратором и активным участником антиобщественных проявлений, одним из инициаторов создания так называемого „Комитета прав человека“, преследующего цель организационного объединения антисоветски настроенных элементов.
С момента создания „Комитета“ Твердохлебов поддерживает тесный контакт с Сахаровым, является посредником последнего в связях с враждебно настроенными элементами, оказывает практическую помощь в подготовке и распространении различного рода „протестов“ и „заявлений“.
В 1973 году Твердохлебов, стремясь узаконить свою политически вредную деятельность и получить поддержку из-за рубежа, выйдя формально из состава „Комитета“, объявил о создании так называемой „Секции Международной амнистии в СССР“, члены которой ставят своей целью легализовать и по возможности сделать безнаказанной антисоветскую деятельность группы отщепенцев в нашей стране, а также „облегчить участь“ лиц, осужденных за политические преступления. <…>
[В ходе] проведенны[х] в 1973 и 1974 годах обыск[ов] на квартире у Твердохлебова было обнаружено и изъято значительное количество антисоветских и клеветнических материалов, в том числе и материалов, свидетельствующих о его причастности к возобновлению издания и распространению так называемого нелегального сборника „Хроника текущих событий“. <…>

Арест Твердохлебова и привлечение его к уголовной ответственности вызовут за рубежом шумную антисоветскую кампанию. Однако издержки, вызванные пресечением его враждебной деятельности, будут, несомненно, меньшими, нежели продолжение им преступной деятельности <…>» (Центр хранения современной документации (ЦХСД), ф. 89, оп. 37, д. 11, л. 3. Цит. по книге: Бредихин В. Н. Лубянка — старая площадь. Документы советского времени. — М.: Издательское, исследовательское и просветительское содружество «Посев», 2005).
18 апреля 1975 года А. Н. Твердохлебов был арестован, приговорен к 5 годам ссылки.

Из его последнего слова на суде: 
«Все, в чём меня обвиняют, по моему убеждению, является деятельностью, неотъемлемой от представления о человеке, о его естественной функции в обществе. Меня неоднократно предупреждали и в КГБ, и в прокуратуре, что в советском обществе такая деятельность недопустима. При этом все аргументы были — политического характера… Я по-своему благодарен за эти предупреждения, потому что они, являясь по существу угрозой, заставили меня сделать окончательный выбор» (Суд над Андреем Твердохлебовым // Хроника текущих событий, № 40, 20 мая 1976 г).
Ссылку А. Н. Твердохлебов отбывал в Якутии, в селе Нюрбачан. В 1976 году в ссылке его посетили А. Д. Сахаров с Е. Г. Боннер.
После ссылки, не получив разрешения на прописку в Москве, поселился в городе Петушки Владимирской области, а позже — в том же 1980 году — эмигрировал в США.
Находясь в США, продолжал свои научные исследования — сначала в Лихайском университете, затем в университете Дрекселя. В 1989 году защитил диссертацию на тему «Новый подход к массовому распространению волн в анизотропных средах».
Умер в США 3 декабря 2011 года.